# Svetlana Allilujeva
Svetlana Iosifovna Allilujeva (russisk: Светлана Иосифовна Аллилуева, født Stalina (Сталина); georgisk: სვეტლანა იოსების ასული ალილუევა, født 28. februar 1926, død 22. november 2011), senere kaldet Lana Peters, var det yngste barn og eneste datter af den Sovjetunionens leder Josef Stalin og dennes ægtefælle Nadesjda Allilujeva. I 1967 skabte hun international opsigt, da hun hoppede af til Vesten og herefter bosatte sig i USA, hvor hun opnåede amerikansk statsborgerskab. Fra 1984 til 1986 opholdt hun sig igen i Sovjetunionen, hvor hun fik sit sovjetiske statsborgerskab tilbage. Hun var ved sin død i 2011 Stalins sidste overlevende barn.

## Ægteskaber
Allilujeva blev gift første gang i 1944 med Grigorij Morozov. Stalin mødte aldrig Morozov, der var jøde, men brød sig ikke om ham. Parret fik et barn, Josef, i 1945 og blev skilt i 1947.
Hun blev gift for anden gang i 1949 med Juri Sjdanov, der var søn af Stalins nære medarbejder Andrej Sjdanov. Parret fik i 1950 en datter, Jekaterina, og ægteskabet blev opløst kort efter.
Hun giftede sig i 1962 med Ivan Svanidze, der var nevø til Stalins første hustru, Ekaterina Svanidze. Hun blev døbt i den russisk-ortodokse kirke i 1963 og gik imod partiets linje ved at blive gift i en kirke. Ægteskabet varede et år.
Hun var gift med den amerikanske arkitekt William Wesley Peters fra 1970 til 1973, som hun fik en datter med, Olga Peters.

## Politisk asyl
Allilujeva havde i 1963 mødt den indiske kommunist Kunwar Brajesh Singh under dennes besøg i Moskva. De to blev forelskede, men Singh havde dårligt helbred. Parret var sammen i den russiske ferieby Sotji ved Sortehavet, og Singh vendte i 1965 tilbage til Moskva for at arbejde som oversætter. Allilujeva fik dog ikke tilladelse til at gifte sig med ham (men betragtede ham som sin mand), og Singh døde året efter. Hun fik lov til at rejse til Indien for at medbringe hans aske til familien, således at de kunne sprede asken i Ganges. Hun ankom til Indien den 20. december 1966. Den 6. marts 1967 bad hun den sovjetiske ambassadør Benediktov om at lade hende blive i Indien, men han insisterede på, at hun vendte tilbage til Moskva den 8. marts og erklærede, at hun ikke længere ville få lov til at forlade USSR. Samme dag mødte Allilujeva op på den amerikanske ambassade i Delhi med sit pas og bagage og bad om politisk asyl. Den amerikanske ambassadør gav hende ikke politisk asyl i USA, men anså det for troværdigt, at hun var Stalins datter, og han sørgede herefter for, at hun blev sendt til Rom. Fra Rom tog hun til Geneve, hvorefter hun tog til USA. Hun efterlod sine voksne børn i USSR. Da hun ankom til New York i april 1967 lagde hun på en pressekonference afstand til sin fars eftermæle og den sovjetiske regering.
I USA boede hun i nogle måneder i Mill Neck på Long Island under beskyttelse fra Secret Service, hvorefter hun flyttede til Princeton i New Jersey, hvor hun underviste. Hun flyttede senere til Pennington, også i New Jersey, og herefter til Wisconsin.
Da dele af Stalins eftermæle i 1984 blev delvist rehabiliteret, rejste hun midlertidigt tilbage med sin datter Olga til USSR, hvor de begge blev givet sovjetiske statsborgerskab. Hun tog tilbage til USA i 1986.
Hun døde i 2011 i Wisconsin som følge af komplikationer efter coloncancer.